# Pegomya grahami
Pegomya grahami är en tvåvingeart som beskrevs av Verner Michelsen och Ackland 2009. Pegomya grahami ingår i släktet Pegomya, och familjen blomsterflugor. Arten är reproducerande i Sverige.